# (65803) Didymos
(65803) Didymos – planetoida z grupy Amora należąca do obiektów NEO i zaliczana do PHA. Przed nadaniem nazwy nosiła oznaczenie tymczasowe (65803) 1996 GT. Planetoida ta ma księżyc, który był celem misji kosmicznej Double Asteroid Redirection Test (DART) agencji NASA; cały układ ma badać przyszła misja Hera Europejskiej Agencji Kosmicznej.

## Odkrycie

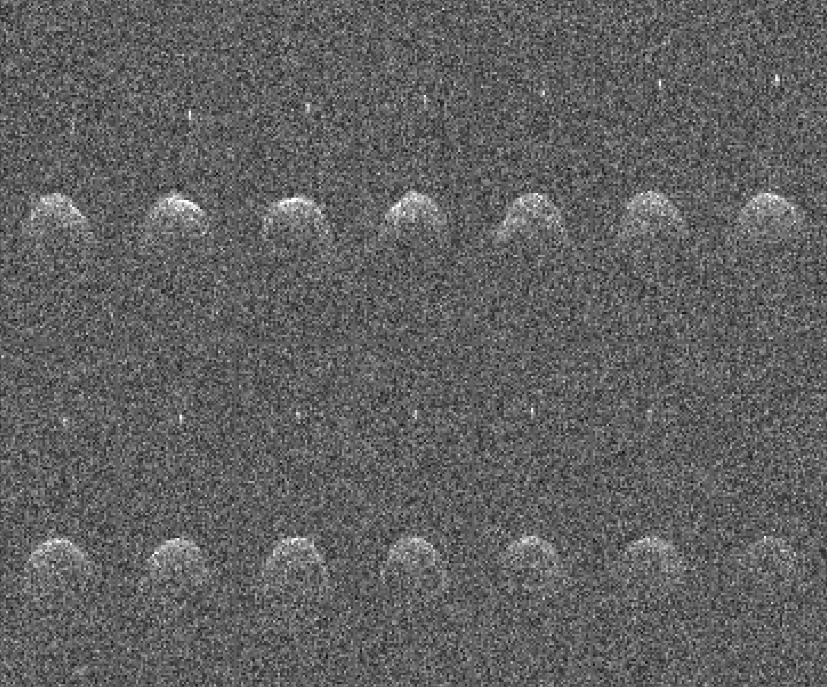
Sekwencja zdjęć radarowych Didymosa i jego księżyca

Planetoida została odkryta 11 kwietnia 1996 w Narodowym Obserwatorium Kitt Peak w ramach programu Spacewatch. Nazwa planetoidy w języku greckim oznacza „bliźniaka”; została nadana, gdy potwierdzono podwójność planetoidy. Nazwę zaproponował Joseph Montani, członek zespołu Spacewatch.

## Orbita
Orbita (65803) Didymosa nachylona jest do płaszczyzny ekliptyki pod kątem 3,4°. Na jeden obieg wokół Słońca ciało to potrzebuje 2,11 roku, krążąc w średniej odległości 1,64 au od Słońca. Mimośród orbity tej planetoidy to 0,384.

## Właściwości fizyczne
Didymos ma średnicę ok. 0,78 km. Jego jasność absolutna to 18,3m. Okres obrotu tej planetoidy wokół własnej osi to ok. 2 godziny 15 minut.
Planetoida ma kształt podobny do bączka, z grzbietem wokół równika, co jest częstym kształtem planetoid podwójnych i ma związek z bardzo szybkim obrotem. Jej obrót bardzo szybki, co wiąże się z nierównomiernym rozgrzewaniem wirującej planetoidy przez Słońce (efekt YORP). Podejrzewa się, że księżyc planetoidy mógł powstać z części jej materii, oderwanej wskutek wirowania.

## Księżyc planetoidy
Na podstawie obserwacji zmian krzywej blasku oraz radarowych odkryto naturalnego satelitę tej planetoidy, mniejszą planetoidę o średnicy szacowanej na ok. 160 m. Obserwacji dokonano w listopadzie 2003 roku w Obserwatorium Ondřejov, Steward Observatory, Rhode Island oraz Obserwatorium Arecibo w Portoryko.
Obydwa składniki układu obiegają wspólny środek masy w czasie ok. 11,9 godziny. Półoś wielka orbity satelity Didymosa wynosi ok. 1,1 km.
Oznaczenie prowizoryczne satelity to S/2003 (65803) 1. Obiekt był też określany jako Didymos B lub Didymoon (gra słów, połączenie nazw Didymos i moon – księżyc). W 2020 został on oficjalnie nazwany Dimorphos. Nazwa pochodzi z greki i oznacza „mający dwie formy”, co odnosi się do zmiany orbity, jaką ma wywołać ludzkie działanie – uderzenie sondy kosmicznej.

## Misje kosmiczne
DART
     (65803) Didymos
     Ziemia
     Słońce
     2001 CB21
     (3361) Orpheus

Animacja lotu DART
DART
(65803) Didymos
Ziemia
Słońce
2001 CB21
(3361) Orpheus

Planetoida Didymos i jej księżyc zostały wybrane jako cel planowanej podwójnej misji kosmicznej AIDA (ang. Asteroid Impact and Deflection Assessment). Miały ją tworzyć amerykańska sonda DART (ang. Double Asteroid Redirection Test) i europejska AIM (Asteroid Impact Mission). Oprócz badań układu, celem misji był eksperyment mający na celu zmianę orbity księżyca planetoidy za pomocą impaktora kinetycznego.
Program badań został przeformułowany w 2019 roku i choć sonda DART agencji NASA nadal była rozwijana, Europejska Agencja Kosmiczna zrezygnowała z pierwotnego planu na rzecz osobnej misji Hera, która ma dotrzeć do planetoidy w grudniu 2026.
Agencja NASA wystrzeliła sondę DART 24 listopada 2021 roku. Sonda była impaktorem, przeznaczonym do zderzenia z księżycem Didymosa, w celu zmiany jego okresu obiegu. Kamera DRACO (Didymos Reconnaissance and Asteroid Camera for Optical navigation) będąca instrumentem badawczym tej sondy przekazała pierwsze szczegółowe obrazy obu planetoid. 27 września 2022 o 1:14 CEST sonda uderzyła w Dimorphosa. Zderzenie było rejestrowane przez obserwatoria naziemne i minisondę LICIACube, podróżującą razem z DART.